# Elegarda
Elegarda là một chi bướm đêm thuộc họ Noctuidae.